# Kohle- und Eisenforschung GmbH
Die Kohle- und Eisenforschung GmbH in Dortmund war das zentrale Forschungsinstitut der Düsseldorfer Vereinigten Stahlwerke (Vestag).

## Unternehmen
Das Institut wurde 1934 in die Kohle- und Eisenforschung GmbH eingebracht. Der Etat betrug Mitte der 1930er Jahre 1,5 Millionen Reichsmark und stieg dann in den nächsten Jahren auf 2,5 Millionen Reichsmark. Im Jahr 1938 gab es 187 Angestellte, von denen etwa 70 Akademiker waren und über die Hälfte promoviert.

### Geschäftsführung
- Ernst Hermann Schulz (Leiter)
- Karl Daeves (Leiter der Forschungsabteilung)
- Wolfgang Linz (1896–1970, Justitiar der Hauptrechtsabteilung der Vestag)

### Beirat
Dem Beirat gehörten zum Stand 1939 u. a. folgende Mitglieder an:
- Albert Vögler (Vorsitzender)
- Walter Borbet
- Franz Bartscherer
- Gustav Knepper
- Adolf Wirtz
- Fritz Thyssen
- Walter Rohland

## Forschung
Neben Grundlagenforschung war das Institut stark in die Autarkieforschung und daneben in die Rüstungsforschung involviert. 1936 forcierte Albert Vögler die Autarkieforschung im Institut und ab 1937 orientierte sich das Institut immer stärker an Arbeiten für den Vierjahresplan. Die Themen der in den Jahren 1934 bis 1936 gehaltenen wissenschaftlichen Vorträge entsprachen den Themen, die in Hitlers Denkschrift zum Vierjahresplan explizit genannt wurden.
Autarkieforschungsprojekte waren u. a.:
- neue wärmefeste Stähle für Hydrieranlagen der I.G. Farben
- Verfahren zur Gewinnung von Mangan aus Manganerzschlämmen
- Ersatz von ausländischem Bitumen durch Kohle-Erzeugnisse bei der Stahlrohr-Isolierung
- Ziehverfahren für Sprengstoffhülsen, um Kupfer für die Patronenherstellung zu sparen

Rüstungsforschungsprojekte waren u. a.:
- Entwicklung von Rüstungsstählen ab 1934
- Oberflächenhärtung von Panzerteilen
- Erfassung von Schwachstellen von Waffen und Geräten durch Schwachstellen-Erfassungstrupps an der Front
- Schutzmaßnahmen gegen den Angriff von Stahl auf Treibmittel im Auftrag des Reichsluftfahrtministeriums
- Aufklärung und Verhütung von Lochfraß-Erscheinungen in Hochdruckkesseln auf Betreiben der Marine

Die direkte Rüstungsforschung war bei den Betriebsgesellschaften der Vestag angesiedelt. Der Bochumer Verein, Ruhrstahl und die Deutschen Eisenwerke besaßen eigene Forschungsinstitute und pflegten enge Verbindungen mit den Waffenämtern, sodass das Institut bei der Rüstungsforschung in den Hintergrund gedrängt wurde.